# Pacte de l'Ulster
El  Pacte de l'Ulster  (en anglès,  Ulster Covenant ) va ser el pacte subscrit el 28 de setembre de 1912, en protesta pel Home Rule introduït pel Govern britànic aquest mateix any. Els signants eren lleialistes que estaven en contra de l'establiment d'un parlament irlandès a Dublín. El Pacte va ser immortalitzat en el poema de Kipling «Ulster 1912».
El Pacte estava format per dues parts: la primera, el Pacte en si mateix, signat per 237.368 homes, i la Declaració, signada per 234.046 dones.

## Text del Pacte
CONVENÇUTS en la nostra consciència que el Home Rule seria desastros per al benestar material de l'Ulster, així com de la totalitat d'Irlanda, subversiu amb les nostres llibertats civils i religioses, destructiu de la nostra ciutadania, i perillós per a la unitat de l'Imperi, nosaltres, els sotasignats, homes de l'Ulster, súbdits lleials de Sa Graciosa Majestat Jordi V, confiant humilment en el Déu en què els nostres pares en els dies de tensió i dificultats tan confident van creure, per la present ens comprometem en solemne Pacte, en aquesta època la nostra amenaçada per la calamitat, a mantenir-nos units en la defensa, per nosaltres i pels nostres fills, de la nostra apreciada posició d'igualtat de ciutadania en el Regne Unit, i a usar tots els mitjans que es puguin trobar necessaris per derrotar la present conspiració per instituir un Parlament amb "Home Rule" a Irlanda. I en el cas que semblant Parlament ens sigui imposat sobre nosaltres, addicionalment ens comprometem mútua i solemnement a negar-nos a reconèixer la seva autoritat. En la segura confiança que Déu defensarà el correcte, subscrivim aquí els seus noms.

### Original Anglès
BEING CONVINCED in our consciences that Home Rule would be disastrous to the material well-being of Ulster as well as of the whole of Ireland, subversive of our civil and religious freedom, destructive of our citizenship, and perilous to the unity of the Empire, we, whose names are underwritten, men of Ulster, loyal subjects of His Gracious Majesty King George V, humbly relying on the God whom our fathers in days of stress and trial confidently trusted, do hereby pledge ourselves in solemn Covenant, throughout this our time of threatened calamity, to stand by one another in defending, for ourselves and our children, our cherished position of equal citizenship in the United Kingdom, and in using all means which may be found necessary to defeat the present conspiracy to set up a Home Rule Parliament in Ireland. And in the event of such a Parliament being forced upon us, we further solemnly and mutually pledge ourselves to refuse to recognize its authority. In sure confidence that God will defend the right, we hereto subscribe our names.